# Shamrock III
Pour le chalutier français, voir Shamrock III (chalutier).
Shamrock III est un voilier de Sir Thomas Lipton, dessiné par William Fife et lancé en 1903.

## Carrière

Guidon du RUYC

Le Shamrock III, construit par William Denny and Brothers, a été lancé le 17 mars 1903.
Challenger britannique de la Coupe de l'America de 1903, il perdit lors des trois régates contre le defender américain le cotre dessiné par l'architecte naval Nathanael Herreshoff Reliance.
En 1920 il a servi de test pour le Shamrock IV puis il a été détruit.

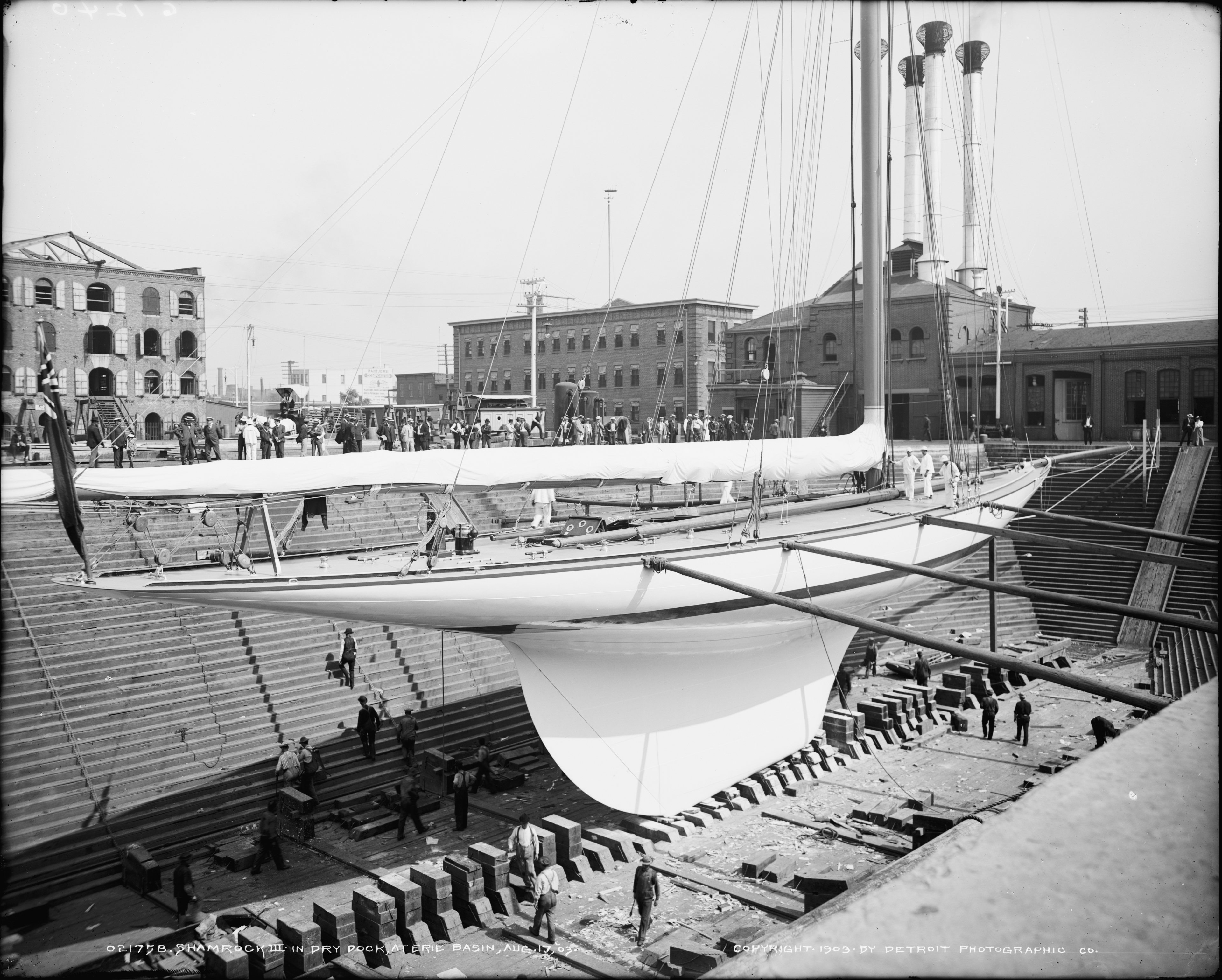

### Documentaire
- Documentaire (film), Launch of Shamrock III, 1903. imdb visionner en ligne